# Colladonus ponderosus
Colladonus ponderosus är en insektsart som beskrevs av Ball 1937. Colladonus ponderosus ingår i släktet Colladonus och familjen dvärgstritar. Inga underarter finns listade i Catalogue of Life.